# 菲利斯·狄勒
菲利斯·艾达·德莱弗（英語：Phyllis Ada Driver，1917年7月17日—2012年8月20日），常用名菲利斯·狄勒（英語：Phyllis Diller），是一位美国的演员、栋笃笑演员，其最出名的是她古怪的舞台形象、自嘲幽默、狂野的头发服装造型以及她夸张的大笑。
1955年迪勒是職業婦女，有5個孩子，當時郊區生活對家庭主婦來說被認為非常理想，迪勒決定該揭開神話秘密了。於是她37歲時，以全世界最糟的家庭主婦形象，登上舊金山紫色洋蔥夜總會的舞台，直到2002年她84歲時，完成最後一場個人脫口秀。她是第一位藉由喜劇闖出名號的職業婦女。
2003年她對史密森尼博物館敞開大門，讓博物館挑選收入館內的藏品，除了百老匯戲服、巡迴演出服裝、鞋子、手套等等...最特別的是一個櫃子的"笑話大全"，裡面有5萬則笑話。每個笑話被打字在一張小卡上，然後自己發明了分門別類的方式，其中有一個小抽屜是她神秘的第一任丈夫叫方，他是一個一事無成的人；這些笑話貫穿了50~70年代的喜劇歷史。
主持人打電話問她，如何蒐集這麼多笑話，她說，她每天晚上練習講一個小時的笑話，大概可以講800個笑話，甚至登上金氏世界紀錄，一分鐘內笑12次。